# マッケンジー・ゴア
マッケンジー・エバン・ゴア（MacKenzie Evan Gore, 1999年2月24日 - ）は、アメリカ合衆国ノースカロライナ州コロンバス郡ホワイトビル出身のプロ野球選手（投手）。左投左打。MLBのワシントン・ナショナルズ所属。

## 経歴

### プロ入りとパドレス時代

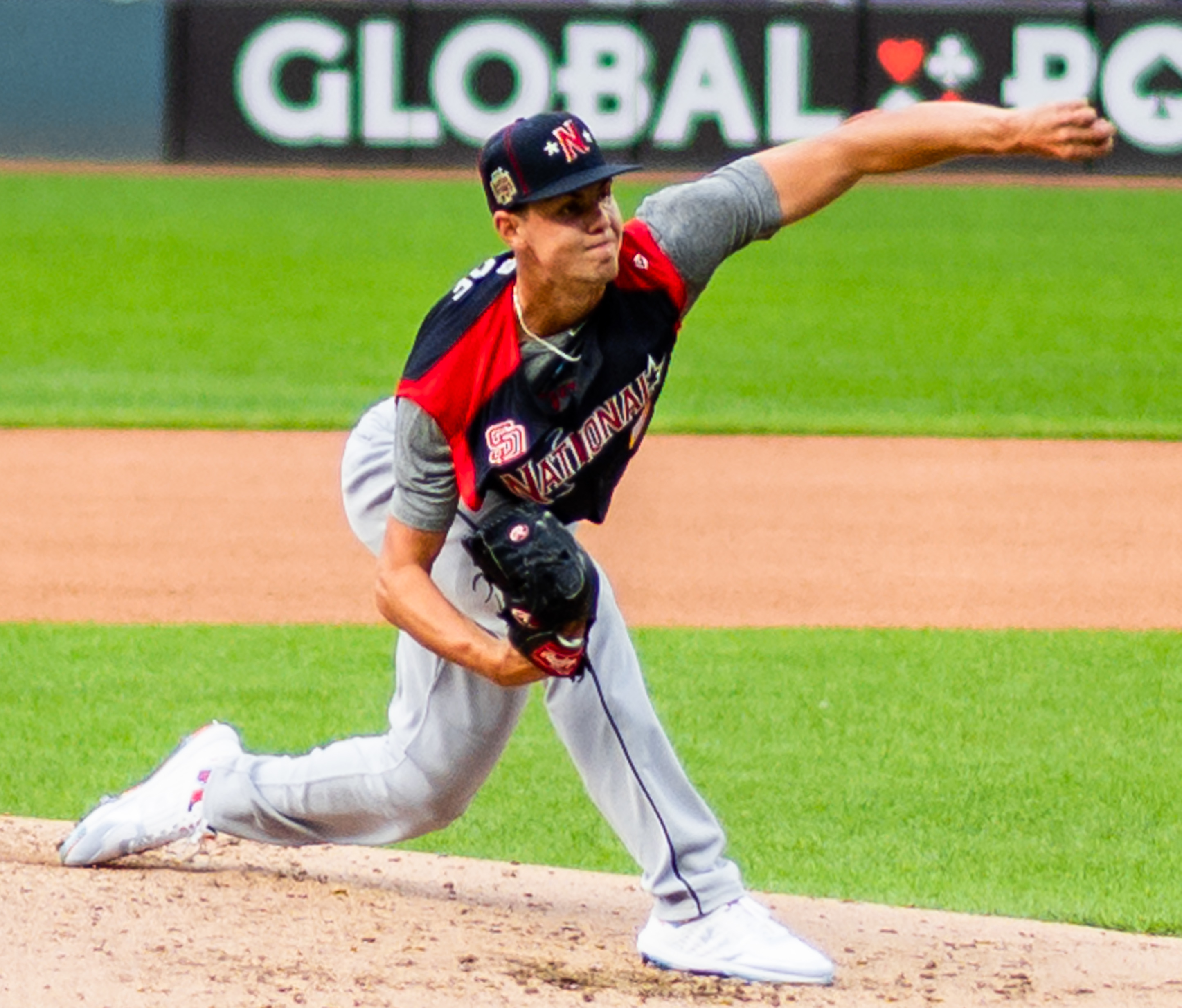
オールスター・フューチャーズゲームにて
（2019年7月7日）

2017年のMLBドラフト1巡目（全体3位）でサンディエゴ・パドレスから指名されプロ入り。傘下のルーキー級アリゾナリーグ・パドレスでプロデビューし、7試合に先発登板して0勝1敗、防御率1.27、34奪三振を記録した。
2018年はA級フォートウェイン・ティンキャップスで16試合に先発登板して2勝5敗、防御率4.45、74奪三振を記録した。
2019年はA+級レイクエルシノア・ストームとAA級アマリロ・ソッドプードルズで合計20試合に先発登板して9勝2敗、防御率1.69、135奪三振を記録した。また、シーズン途中にはオールスター・フューチャーズゲームに選出された。
2020年は新型コロナウイルスの影響でマイナーリーグの試合が開催されず、公式戦への出場はなかった。
2021年のシーズン開幕前にMLB公式サイトが発表したプロスペクトランキングにて、全体3位にランクインした。しかし開幕後はAAA級エルパソ・チワワズで不振が続き、シーズン途中に更新された同ランキングでは62位まで後退してしまった。
2022年4月15日のアトランタ・ブレーブス戦に先発登板してメジャーデビューを果たした。本来の背番号は1だが、この日はジャッキー・ロビンソン・デーだったため42を着用した。

### ナショナルズ時代
2022年8月2日にフアン・ソト、ジョシュ・ベルとのトレードで、ルーク・ボイト、CJ・エイブラムス、ロバート・ハッセル3世、ジェームズ・ウッド、ハーリン・スサナと共にワシントン・ナショナルズへ移籍した。

## 詳細情報

### 年度別投手成績
| 年 度    | 球 団    | 登 板 | 先 発 | 完 投 | 完 封 | 無 四 球 | 勝 利 | 敗 戦 | セ 丨 ブ | ホ 丨 ル ド | 勝 率 | 打 者 | 投 球 回 | 被 安 打 | 被 本 塁 打 | 与 四 球 | 敬 遠 | 与 死 球 | 奪 三 振 | 暴 投 | ボ 丨 ク | 失 点 | 自 責 点 | 防 御 率 | W H I P |
| -------- | -------- | ----- | ----- | ----- | ----- | -------- | ----- | ----- | -------- | ----------- | ----- | ----- | -------- | -------- | ----------- | -------- | ----- | -------- | -------- | ----- | -------- | ----- | -------- | -------- | ------- |
| 2022     | SD       | 16    | 13    | 0     | 0     | 0        | 4     | 4     | 0        | 1           | .500  | 309   | 70.0     | 66       | 7           | 37       | 0     | 4        | 72       | 6     | 0        | 35    | 35       | 4.50     | 1.47    |
| 2023     | WSH      | 27    | 27    | 0     | 0     | 0        | 7     | 10    | 0        | 0           | .412  | 582   | 136.1    | 134      | 27          | 57       | 0     | 1        | 151      | 6     | 0        | 71    | 67       | 4.42     | 1.40    |
| 2024     | WSH      | 32    | 32    | 0     | 0     | 0        | 10    | 12    | 0        | 0           | .455  | 731   | 166.1    | 171      | 15          | 65       | 0     | 11       | 181      | 14    | 0        | 93    | 72       | 3.90     | 1.42    |
| MLB：3年 | MLB：3年 | 75    | 72    | 0     | 0     | 0        | 21    | 26    | 0        | 0           | .447  | 1622  | 372.2    | 371      | 49          | 159      | 0     | 16       | 404      | 26    | 0        | 199   | 174      | 4.20     | 1.42    |

- 2024年度シーズン終了時

### 年度別守備成績
| 年 度 | 球 団 | 投手（P） | 投手（P） | 投手（P） | 投手（P） | 投手（P） | 投手（P） |
| 年 度 | 球 団 | 試 合     | 刺 殺     | 補 殺     | 失 策     | 併 殺     | 守 備 率  |
| ----- | ----- | --------- | --------- | --------- | --------- | --------- | --------- |
| 2022  | SD    | 16        | 2         | 7         | 0         | 0         | 1.000     |
| 2023  | WSH   | 27        | 2         | 15        | 1         | 1         | .944      |
| MLB   | MLB   | 43        | 4         | 22        | 1         | 1         | .963      |

- 2023年度シーズン終了時

### 記録
MiLB
- オールスター・フューチャーズゲーム選出：1回（2019年）

### 背番号
- 1（2022年 - ）